# Desmopachria darlingtoni
Desmopachria darlingtoni is een keversoort uit de familie waterroofkevers (Dytiscidae). De wetenschappelijke naam van de soort is voor het eerst geldig gepubliceerd in 1989 door Young.